# Litra MS
Litra MS, hvis fulde oprangering lyder MS-AA-MS, er et trevogns togsæt og var den første type lyntog hos DSB.

## Historie
Der byggedes fire sæt af typen hos lokomotivfabrikken Frichs i Aarhus i 1935, og de var, da de blev bygget, topproduktet som dansk industri kunne byde på. Hver vogn af litra MS var udstyret med 2 Frichs 6185ca motorer, magen til dem der sad i MO-motorvognene, der hver ydede 250 hk ved ca. 500 omdr./min.[kilde mangler]

Begge motorer i en motorvogn var monteret på bogien tættest på førerrummet, hvorpå også generatorerne var placeret. De fire banemotorer sad derimod på de to delte bogier mellem motorvognene og mellemvognen, hvor hver motor trak på hver sin aksel.

Togsættene sattes i drift samtidig med indvielsen af den første lillebæltsbro og muliggjorde sammen med denne væsentligt kortere rejsetider mellem København og flere jyske byer. Fra 1937 suppleredes de af yderligere fire firevognssæt, litra MB, der var af samme konstruktion som litra MS. De fire MB-sæt blev dog snart til fem, da en af litra MS efter at være brændt i 1938 ombyggedes til netop MB. Den nåede imidlertid ikke at komme i drift som sådan, før den tyske besættelse 9. april 1940 bevirkede indstilling af al drift med lyntogene. Først efter besættelsens ophør og fem års hengemthed på Helgoland Maskindepot i København, blev alle otte togsæt atter sat i drift 12. oktober 1945.
Da lyntogene i 1955 fyldte 20 år, stod det klart, at litra MS og MB var ved at være forældede, og i 1963 og 1966 indsattes derfor de nybyggede lyntog litra MA til erstatning. De gamle lyntog indsattes i første omgang i nyoprettede lyntogsløb og i mere lokalprægede tog som for eksempel en forbindelse København – Nakskov, der populært kaldtes "Lolliken". Allerede få år efter blev de dog erstattet af lokomotivtrukne tog. En sidste renæssance fik de gamle lyntog dog med indsættelse som internationalt tog, Neptun mellem København og Berlin, men 30. september 1973 var det definitivt slut, da det sidste litra MS (MS 401-AA 431-MS 402), returnerede fra den østtyske hovedstad.
Dette sæt er som det eneste bevaret og overgik i 1977 til Jernbanemuseet i Odense. Ved den gamle lillebæltsbros jubilæum i 1985, blev toget opmalet udvendigt, men da det ikke var køreklart, blev det skubbet over af en MX. Efter dette returnerede det til Odense. Her opnåede det blandt andet i nogle år i begyndelse af 1990'erne at blive udstillet side om side med sin i mellemtiden ligeledes udrangerede afløser litra MA. Men hvor sidstnævnte i dag er køreklar og er et populært museumstog, har det bevarede litra MS længe henstået som ikke køreklar og urestaureret. I 2000 blev det imidlertid overflyttet til Museumstogs afdeling på Centralværkstedet i København med henblik på restaurering. Lyntoget blev prøvekørt i 2010. I 2014 kørte toget på museets egen bane.

## Ekstern henvisning
- Wikimedia Commons har flere filer relateret til Litra MS
- Litra MS på Jernbanen.dk